# انتبهوا أيها السادة (فلم)
انتبهوا أيها السادة فيلم اجتماعي مصري أنتج عام 1980 بطولة محمود ياسين وحسين فهمي وناهد شريف وكريم عبد العزيز ومن إخراج محمد عبد العزيز.

## قصة الفيلم
يفاجأ جلال (حسين فهمي) أثناء بحثه عن شقة مع خطيبته عايدة (ناهد شريف) بجامع القمامة عنتر (محمود ياسين) الذي يمتلك عدة عمارات، وقد أثري ثراء كبيرا من عمله، يعجب عنتر بعايدة ويتودد لها، تستجيب له عايدة فجلال يعجز عن تحسين ظروفه والعثور على الشقة واستكمال نفقات الزواج، توافق على الزواج من عنتر وتتخلى عن جلال الذي يصاب بالصدمة، فدرجاته العلمية لا قيمة لها بجانب ما يملكه عنتر من مال.